# 大谷秀一郎
大谷 秀一郎（おおたに しゅういちろう、8月12日 - ）は、東京都出身の声優、スーツアクター。アトミックモンキー所属。

## 人物
身長175cm。血液型はAB型。
特技は気楽流古武道初伝。

## 出演作品

### テレビアニメ
2004年
- ビューティフル ジョー（村人）

2007年
- AYAKASHI（角屋）

2008年
- うちの3姉妹（幼稚園児の父親）

2009年
- こばと。（男性）

### 劇場アニメ
- 劇場版“文学少女”（2010年、コンビニの客、医者）

### OVA
- アカネマニアックス（2004年）

### 特撮
- スーパー戦隊シリーズ
  - ゴーカイジャー ゴセイジャー スーパー戦隊199ヒーロー大決戦（2011年）
  - 帰ってきた獣電戦隊キョウリュウジャー 100 YEARS AFTER（2014年）
  - 魔進戦隊キラメイジャー（2021年、ハリガネ邪面の声）
  - 爆竜戦隊アバレンジャーwithドンブラザーズ（2023年、氷河鬼の声）
  - 王様戦隊キングオージャーVSキョウリュウジャー（2024年）
  - ナンバーワン戦隊ゴジュウジャー（2025年、マナーノーワンの声）
- 仮面ライダーシリーズ
  - 仮面ライダー×スーパー戦隊 スーパーヒーロー大戦（2012年）
  - 平成ライダー対昭和ライダー 仮面ライダー大戦 feat.スーパー戦隊（2014年）
  - 劇場版 仮面ライダーゴースト 100の眼魂とゴースト運命の瞬間（2016年）
  - セイバー+ゼンカイジャー スーパーヒーロー戦記（2021年）

### 舞台
- さんにんのかい
  - 新選組 -名もなき男たちの挿話-（2002年、後見人）
    - 新撰組 -2003年版-（2003年、後見人）

  - 西遊記「孫悟空 花果西遊妖仙奇譚」（2004年、下級妖精）
- 劇団ヘロヘロQカムパニー
  - 第16回公演「SYU-RA 煉 生キルカ死ヌカ」（2006年、菊池定信）
  - 第20回公演「八つ墓村」（2008年、村人）
  - 第24回公演「悪魔が来りて笛を吹く」（2010年、新宮一彦）
  - 第25回公演「魔界転生」（2011年、マルコス）
  - 第26回公演「ホタエナッ!! ～Who Killed Ryoma?～」（2011年、仁志田祐一郎）
  - 第27回公演「獄門島」（2012年、新居刑事）
  - 第28回公演「リザードマン ～Bitter Pain Dolls～」（2013年、タチバナ）
  - 第29回公演「トンボイ‼」（2014年、椚）
  - 第32回公演「舞台版 無限の住人」（2016年、真理路 ほか）
  - 第33回公演「もっけの幸いの「もっけ」ってモノノケの事なんだって。知ってる?!」（2016年、山田）
  - 第31回公演「怪盗不思議紳士 twice」（2025年）
  - 第34回公演「犬神家の一族」（2017年、青沼静馬、主治医）
- タンバリンプロデューサーズ第7回公演「舞台 新耳袋～住人恐想曲～」（2010年）
- 花郎～ファラン～（2025年、フィギョン）
- ファム・ファタール（2025年）
- トリガーライン番外公演（2025年）
  - 「ルクス」
  - 「遠き夏の日2025」
- ヒーローショー
- 演劇制作体 V−NET公演
- たむらプロプロデュース「JIRO-CHO」（森の石松）
- スーパー歌舞伎II ワンピース（アクションアンサンブル）

### 映画
- 英雄傳（2025年、テアトルーガーの声）

### テレビ
- 世界ルーツ探検隊（2017年、ボイスオーバー）
- 新しい怖い（2024年、死体）

### ゲーム
- PlayStation 2 真・三國無双2 猛将伝（2002年、呂布〈モーションアクター〉）
- ニンテンドーDS 赤い糸 destiny DS（2009年、愁）
- PC Starry☆Sky～After Autumn～（2011年、生徒会役員 ほか）
- XFLAG 共闘ことばRPG コトダマン（2018年）
- 崩壊:スターレイル（2025年）

### ドラマCD
- ひみつの悪魔ちゃん
- トゥルーフォーチュン（2008年、港南A）
- 銀河ロイド コスモX IN ヒーロークロスライン ドラマCD（2009年、部下C）
- “文学少女”と死にたがりの道化（ピエロ）（2009年、男）

### ラジオ
- 文化放送モバイルplus presents 生放送! 「 - ヘロヘロQカムパニー生放送!」（2014年）
- リネージュ2
- 叶桜と魔笛（父）
- 有世と秀の歴史エンタテインメント!（パーソナリティ）

### イベント
- 朗読イベント「～25Th Anniversary　Just think of Future～ 無責任艦長タイラー ザ・レジェンド!」（2013年、ギラン）
- KAMIJO(Versailles) Christmas Party 2016（2016年、MC）

### 朗読
- Amazon Audible「手のひらの迷路」（ナレーター、朗読）